# Manavgat
Manavgat ist eine Kreisstadt der Provinz Antalya an der Türkischen Riviera mit 262.576 Einwohnern (Stand 2024). Sie ist gleichzeitig ein Stadtbezirk der 1993 geschaffenen Büyükşehir Belediyesi (Großstadtgemeinde) Antalya.

## Lage
Manavgat liegt in der fruchtbaren Ebene zwischen dem Taurusgebirge und dem Mündungsdelta des Flusses Manavgat, 75 km östlich von Antalya, 60 km nordwestlich von Alanya und 7 km nordöstlich der antiken Stadt und des Urlaubsorts Side. An den Landkreis Manavgat grenzen im Westen Serik, im Norden İbradı sowie Akseki und im Osten Gündoğmuş und Alanya. Der Bezirk besitzt 64 km Küste, an der sich zahlreiche Hotels finden. Im Nordwesten liegt der landschaftlich eindrucksvolle, gebirgige Köprülü-Kanyon-Nationalpark.
In der Ebene werden Baumwolle, Getreide, Sesam, viele Obst- und Gemüsesorten sowie Blumen (teilweise in Gewächshäusern) angebaut. Auch erste Bananenplantagen sind hier zu finden. Am Fluss wird Forellen- und Crevettenzucht betrieben.
In Manavgat wohnt ein großer Teil der im Tourismus in Side und den umliegenden Hotels tätigen türkischen Bevölkerung; der Ort dient als Logistikzentrum des Tourismus; daraus ist sein stetiges Wachstum zu erklären.
Durch den Ort fließt der gleichnamige Fluss, der mit dem großen Wasserfall (büyük şelale) und kleinen Wasserfall (küçük şelale – eher Stromschnellen) und den teilweise über den Fluss gebauten Fischrestaurants ein beliebtes Ausflugsziel darstellt. Ansonsten ist Manavgat regional noch für seinen großen, von Einheimischen wie Touristen besuchten Basar und Gewürzmarkt bekannt.
Auffallend ist eine einspurige Stahlbrücke über dem Fluss, die in den Jahren 1931 bis 1938 von der deutschen Firma Krupp errichtet worden ist. Diese Brücke war lange Zeit die einzige Verbindung zwischen den beiden Flussufern.
Flussaufwärts gibt es zwei Stauseen, die im Sommer mit Ausflugsbooten befahren werden können. Der obere Stausee (Oymapınar-Talsperre) hat eine 360 m lange und 157 m hohe Staumauer und einen Speicherraum von 300 Mio. m³. Er wurde 1984 zur Trinkwasserversorgung und Energiegewinnung errichtet.

## Entwicklung
Mit dem Tourismus wuchs Manavgat von einem ehemals kleinen Dorf zu einer größeren Stadt mit vielen Geschäften, Einkaufszentren, Restaurants und Bars heran. Es entstand ein neuer, künstlich erbauter Wasserfall mitten in der Stadt. Die oberhalb des Wasserfalles stehende Atatürk-Statue bildet zusammen mit dem Wasserfall ein ansprechendes Bild und ist daher bei Touristen sehr beliebt.
Des Weiteren wurde eine neue Brücke errichtet, die auch entsprechend Yeni Köprü (neue Brücke) heißt. Sie ist behindertengerecht erbaut, an beiden Enden der Brücke befindet sich jeweils ein Aufzug.
| Einwohner | Einwohner |
| --------- | --------- |
| 2024      | 262.576   |
| 2023      | 258.367   |
| 2022      | 252.941   |
| 2021      | 245.740   |
| 2020      | 242.490   |
| 2019      | 241.011   |
| 2014      | 215.526   |
| 2012      | 201.027   |
| 2010      | 185.134   |
| 2007      | 165.114   |

Insgesamt beträgt die Bevölkerung 262.576, davon sind 135.252 männlich und 127.324 weiblich.

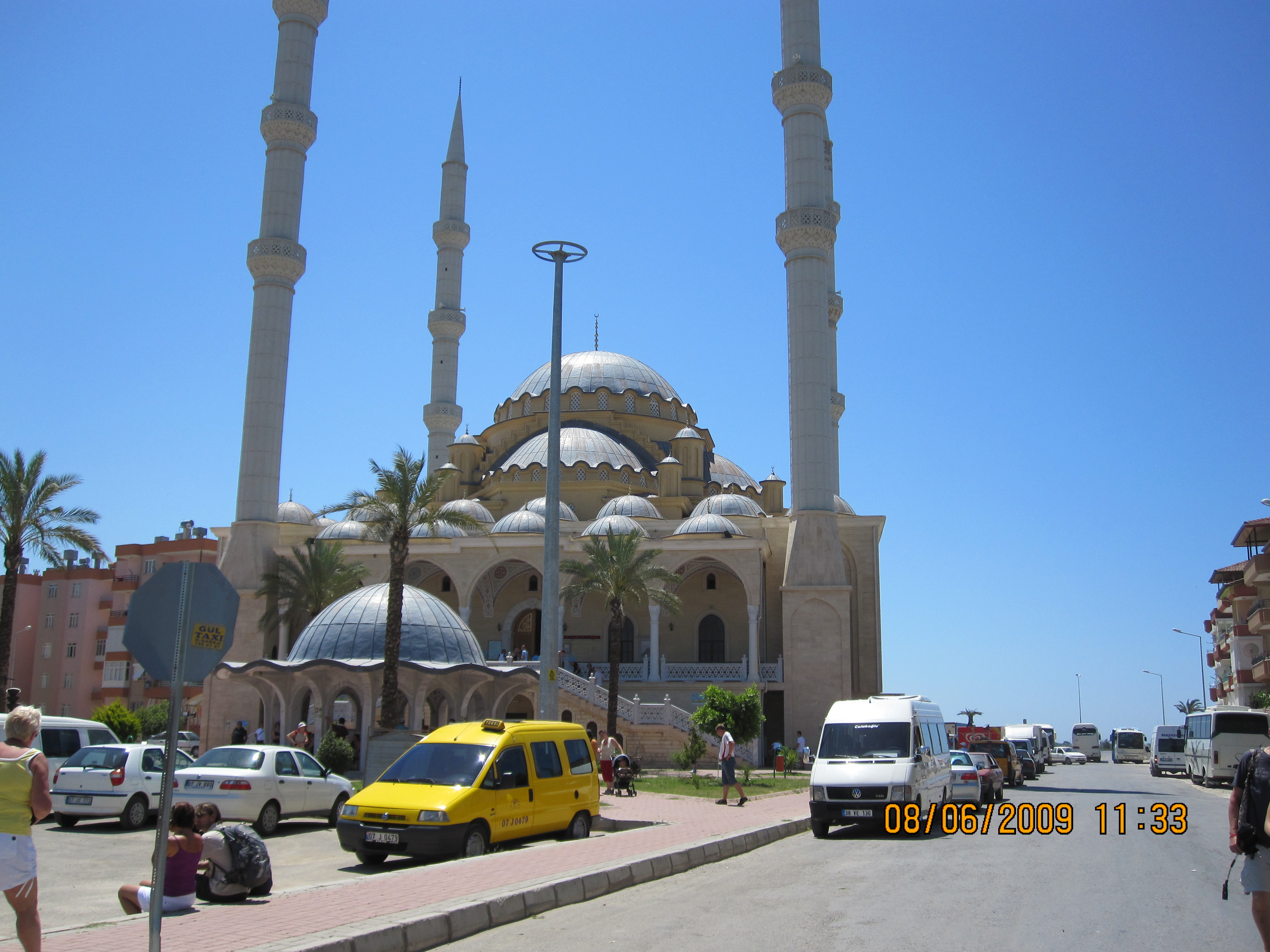
Moschee
Basar
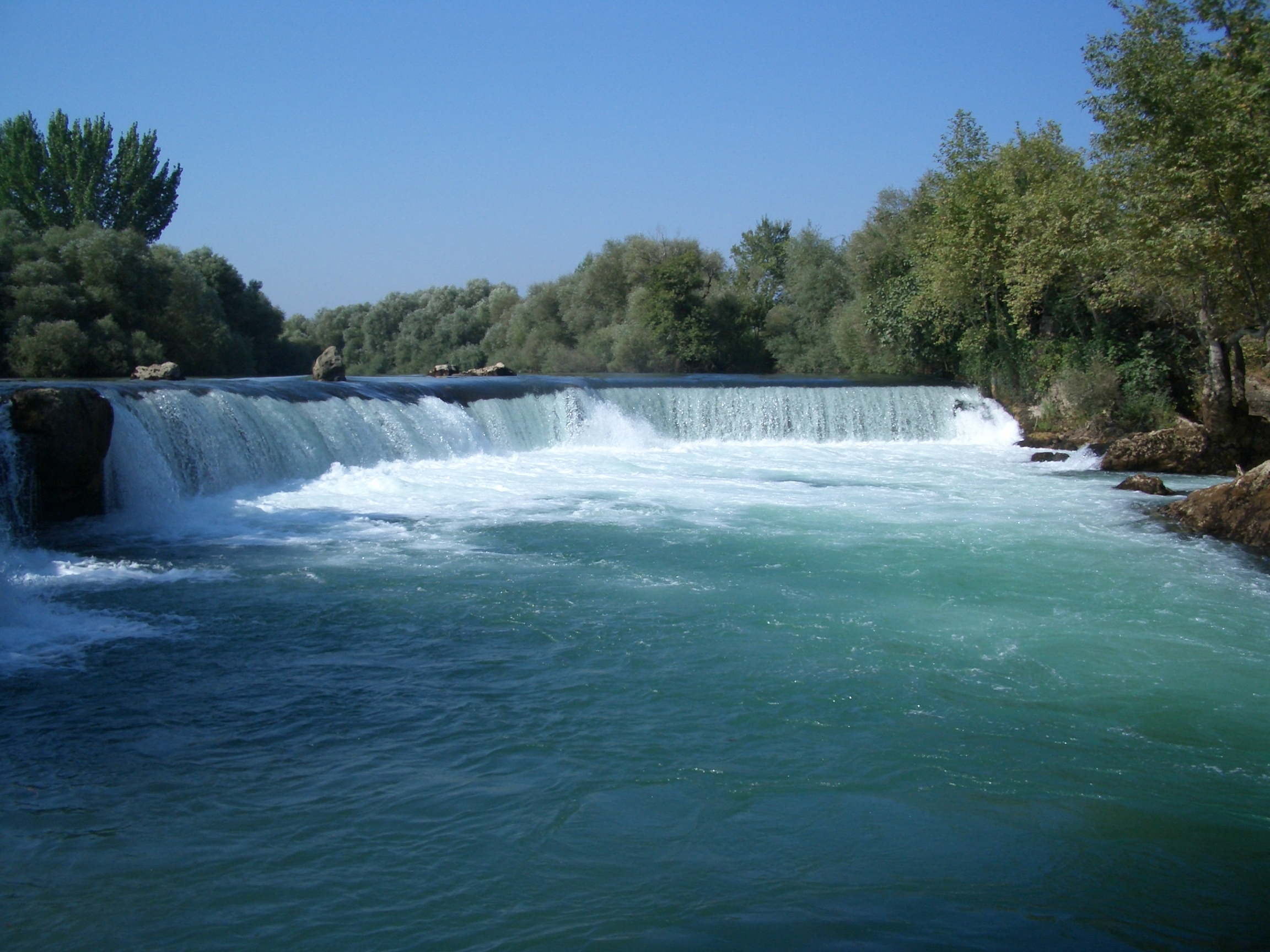
Wasserfall
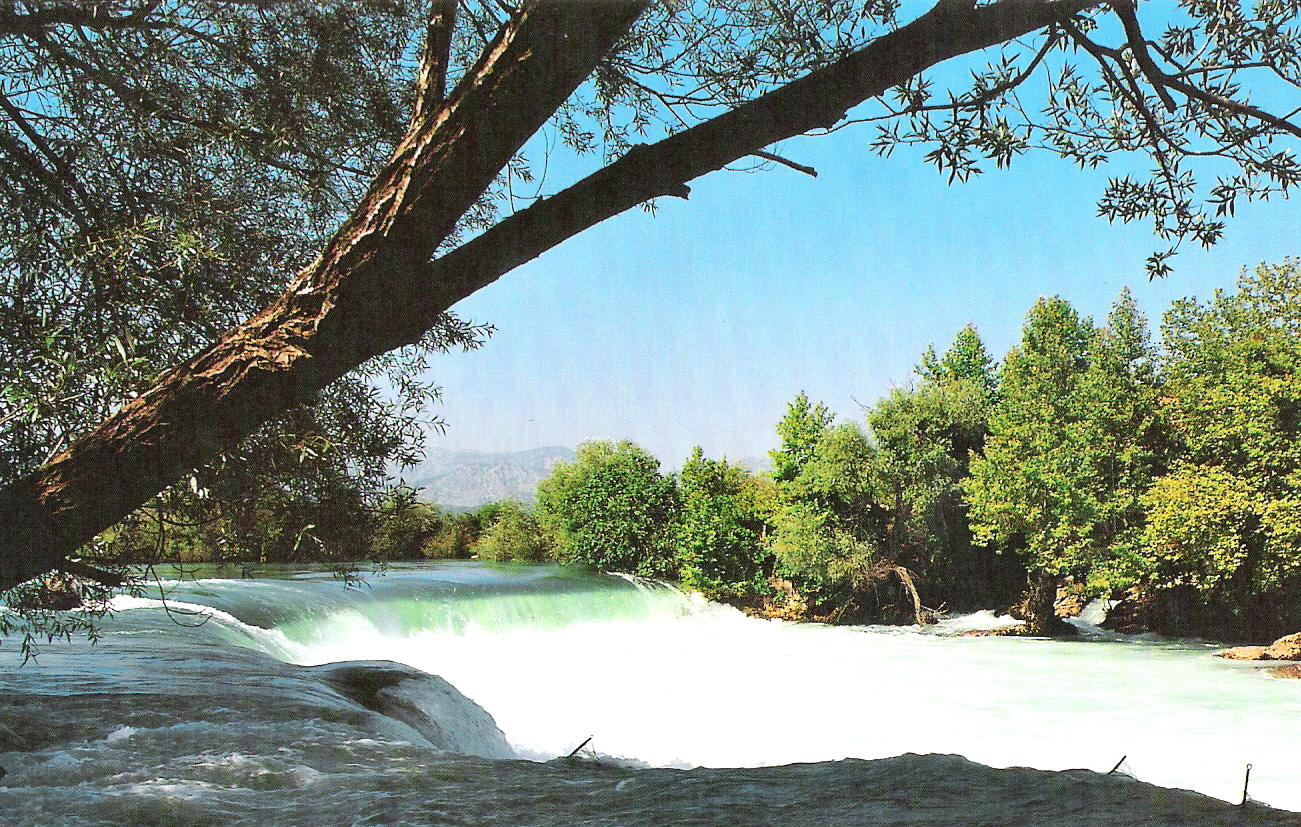
Wasserfall
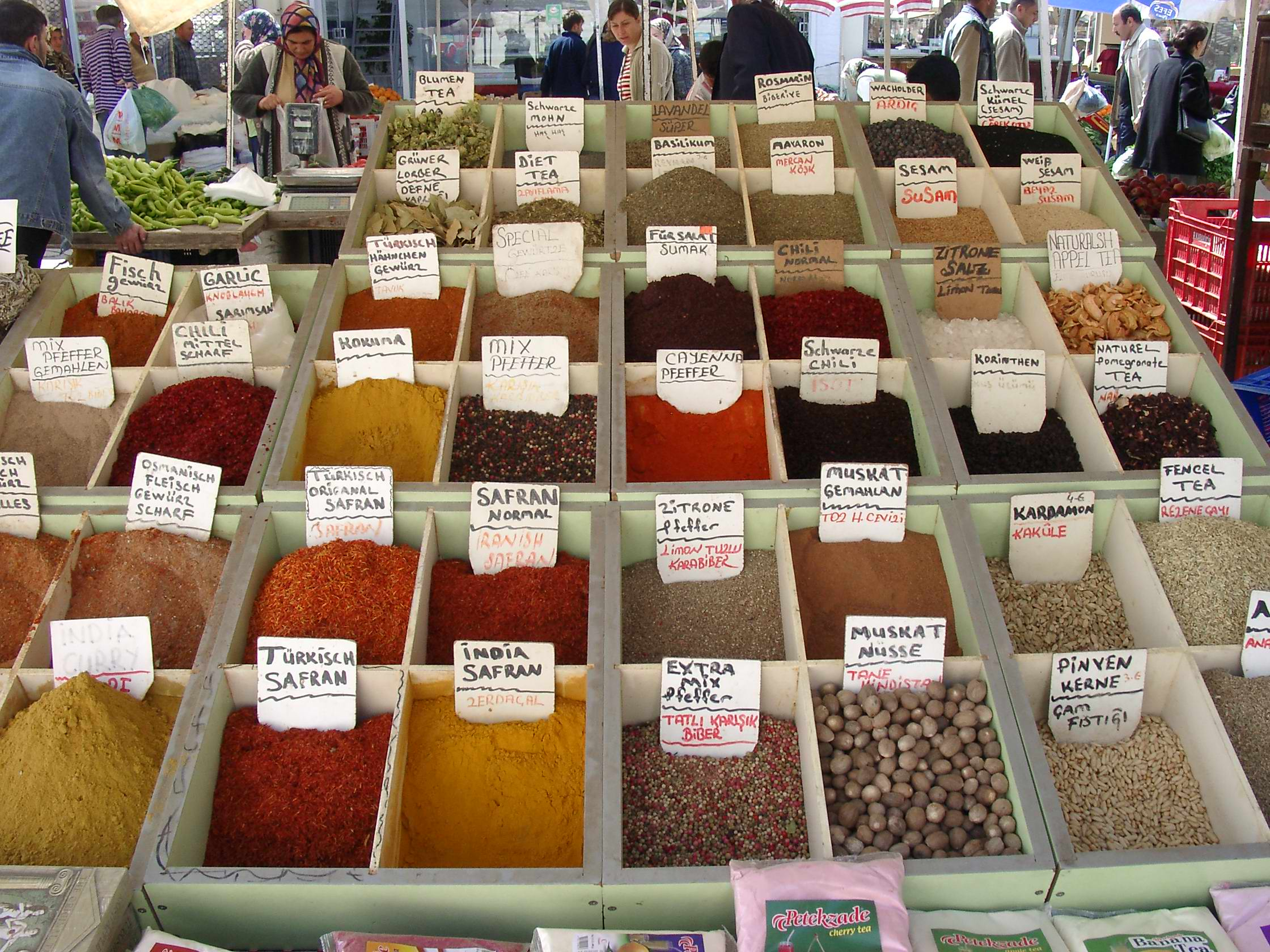
Gewürzmarkt

## Söhne und Töchter der Stadt
- Orhan Ölmez (* 1978), Sänger
- Yusuf Yalçın Arslan (* 1998), Fußballspieler
- Ali Mert Aydın (* 1998), Fußballspieler